# كلود جوليان
كلود جوليان هو لاعب هوكي الجليد كندي، ولد في 23 أبريل 1960 في Blind River, Ontario ‏ في كندا.

## وصلات خارجية
- كلود جوليان على موقع دوري الهوكي الوطني (الإنجليزية)
- كلود جوليان على موقع EliteProspects.com (الإنجليزية)
- كلود جوليان على موقع HockeyDB.com (الإنجليزية)
- كلود جوليان على موقع Hockey-Reference.com (الإنجليزية)
- كلود جوليان على موقع أوليمبيديا (الإنجليزية)